# Tonowek Narrows
De Tonowek Narrows is een natuurlijk kanaal in de Alexanderarchipel in de Alaska Panhandle in het zuidoosten van Alaska in de Verenigde Staten.

## Geografie
Het kanaal verbindt de Karheen Passage in het noordoosten met de Tonowek Bay in het zuidwesten. Het ligt tussen het uiterste oosten van Heceta Island en de noordwestkust van het Prins van Waleseiland.
Het waterlichaam ligt in de mariene ecoregio Noord-Amerikaans Pacifisch Fjordland.

## Geschiedenis
In 1914 werd de naam van het kanaal gerapporteerd door de United States National Geodetic Survey. Lokaal is het kanaal bekend onder de naam "Little Skookum Chuck".